# Praha-Vysočany (nádraží)
Praha-Vysočany je železniční stanice na tratích Praha–Turnov a Praha – Lysá nad Labem – Kolín. Nádraží se nachází na území pražské čtvrti Vysočany v městské části Praha 9, poblíž stanice metra Vysočanská a tramvajové zastávky Nádraží Vysočany na Sokolovské ulici.
V letech 2021 až 2023 stanice prošla komplexní přestavbou, v rámci které byla zřízena dvě ostrovní a jedno vnější nástupiště. Příchod a odchod na ně zajišťují dva podchody. Původní staniční budova stála do roku dubna 2021 v ostrovní poloze mezi kolejemi, nová odbavovací budova je umístěna na úrovni vstupu do podchodu z jižní strany.

## Historie

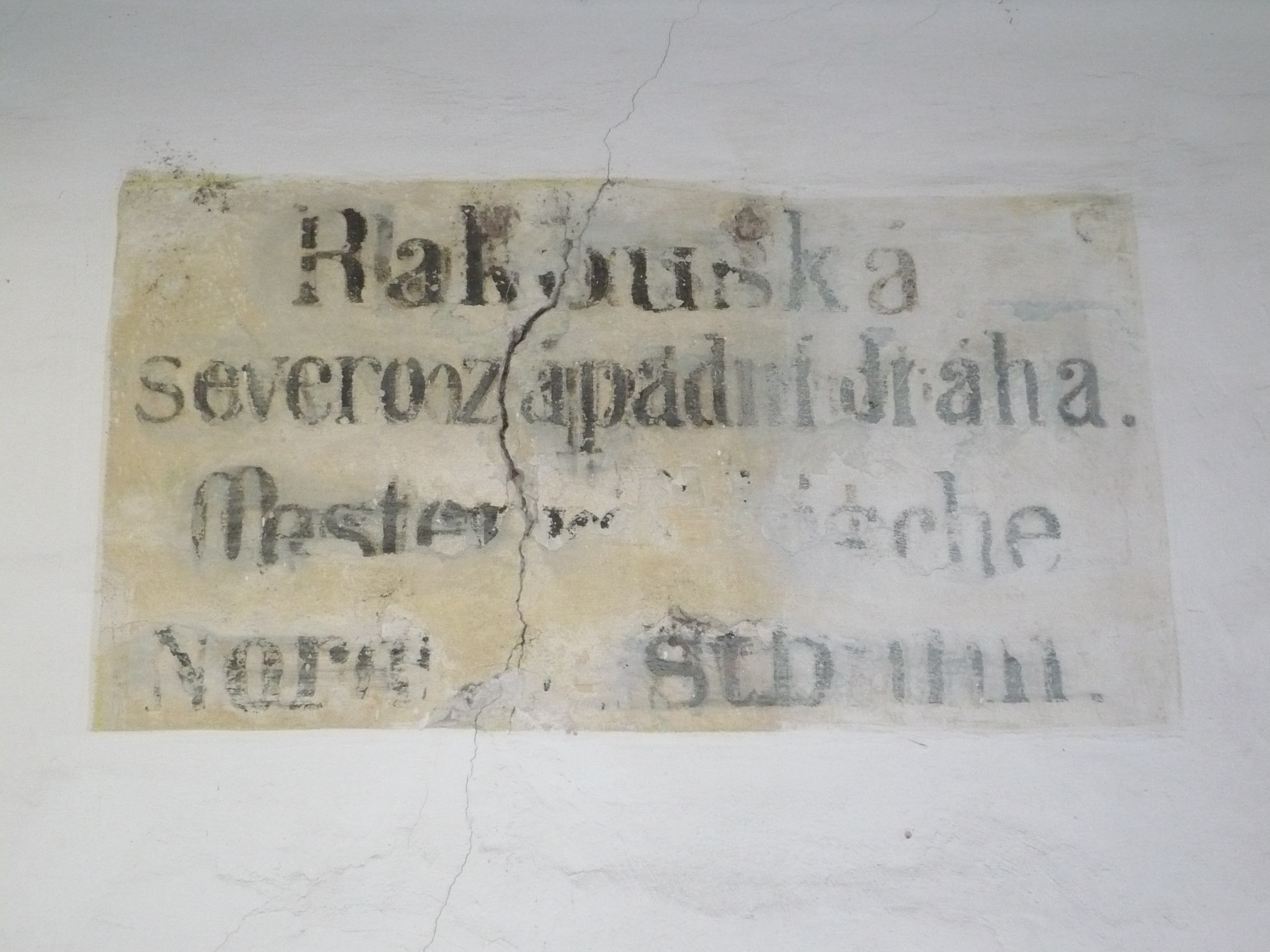
Historické česko-německé nápisy na svém původním místě ve východní hale staré budovy

Trať z Neratovic do Prahy, vedoucí k dnešnímu hlavnímu nádraží vítkovskou tratí, byla uvedena do provozu roku 1872 jako součást Turnovsko-kralupsko-pražské dráhy. 
V roce 1873 byl zahájen provoz na trati Hradec Králové – Nymburk – Praha, součásti Rakouské severozápadní dráhy, která z vysočanského nádraží pokračovala přes Karlín na pozdější nádraží Praha-Těšnov. V úseku Praha-Vysočany – Praha-Těšnov byla 1. července 1972 ukončena osobní doprava a roku 1984 na ní byl zastaven i nákladní provoz. Vítkovská trať byla zrušena v roce 2008 kvůli zahájení provozu na Novém spojení, na významné části jejího tělesa byla zřízena cyklostezka.
Dříve samostatné město Vysočany bylo k Praze připojeno v roce 1922, ale nádraží bylo na současný název Praha-Vysočany přejmenováno až roku 1941. Na území Vysočan se ovšem nachází i osobní část nádraží Praha-Libeň.
V letech 2003–2021 byl ve stanici nainstalován informační systém HIS-VOICE vyvíjený společností mikroVOX, který cestujícím poskytuje informace o vlacích, a to hlášením staničního rozhlasu a vypisováním informací na informační tabule. V rámci rekonstrukce došlo v březnu 2021 k jeho nahrazení informačním systémem INISS.

## Rekonstrukce nádraží
V letech 2020–2023 proběhla celková modernizace trati v úseku Praha-Vysočany – Mstětice, která se týká i celého nádraží a jeho uspořádání. V dubnu 2021 došlo k demolici původní nádražní budovy, staré téměř 150 let, jelikož se s ní vzhledem k jejímu zanedbanému stavu a pozici mezi kolejemi v novém návrhu stanice nepočítalo.
Na nádraží ve Vysočanech se nacházejí dvě ostrovní a jedno vnější nástupiště. Příchod a odchod na ně zajišťují dva zcela nové podchody, z nichž jeden je bezbariérový. Nové odbavovací prostory pro cestující, jako náhrada za původní budovu mezi kolejemi, byly vybudovány v místě původního vstupu do podchodu z Podnádražní ulice.
Od června 2023 je stanice dálkově ovládána z centrálního dispečerského pracoviště Praha. Celý zrekonstruovaný úsek byl dokončen v prosinci 2023.

## Tratě
Na nádraží se od roku 1873 setkávají dvě železniční tratě:
- turnovská – jednokolejná neelektrizovaná trať vedoucí z pražského hlavního nádraží přes Neratovice, Všetaty, Mladou Boleslav do Turnova
- nymburská – dvoukolejná elektrizovaná trať Praha Masarykovo nádraží – Lysá nad Labem – Nymburk – Poděbrady – Kolín, která původně vedla na dnes již neexistující nádraží Praha-Těšnov

## Původní staniční budova

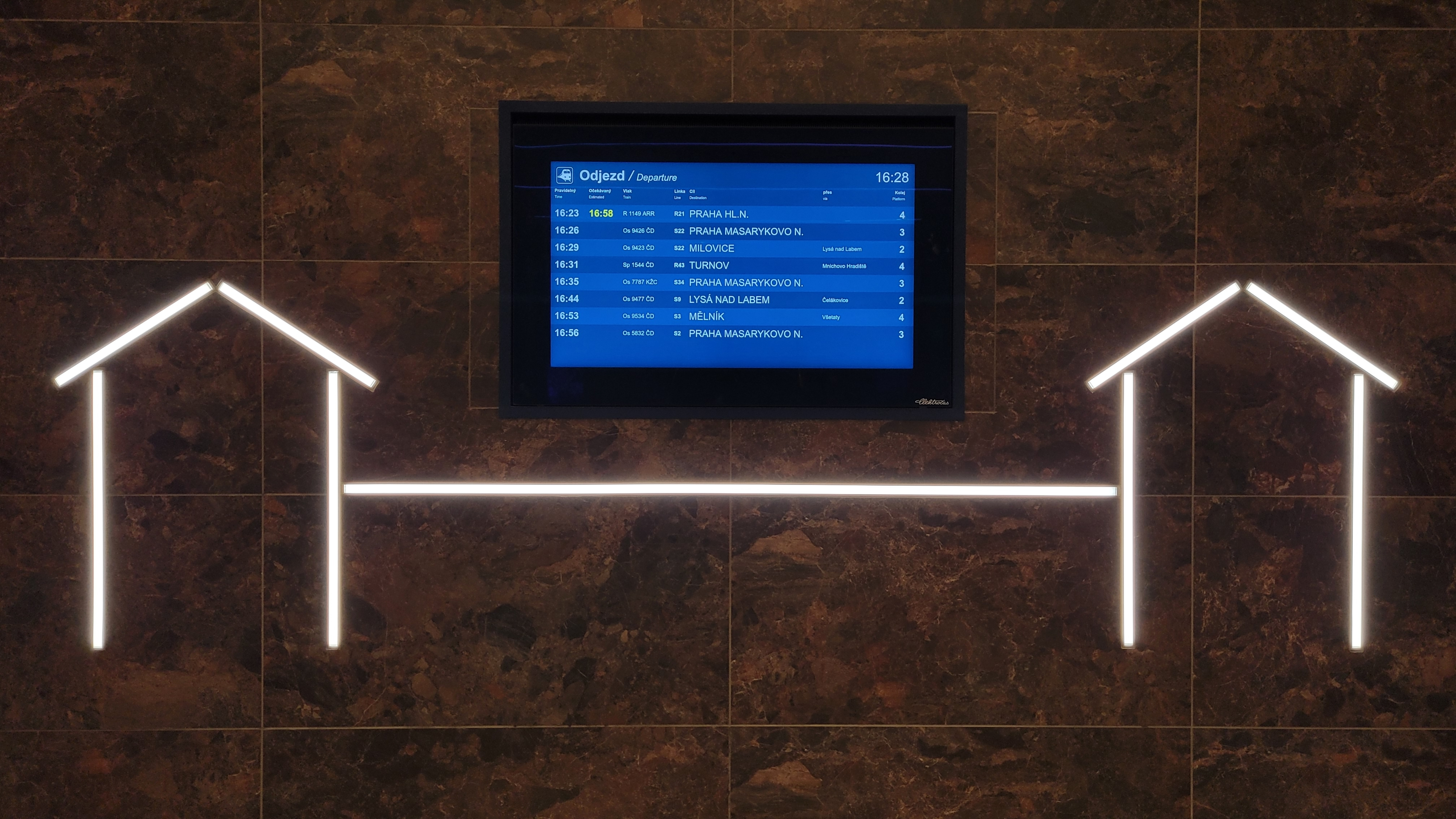
Světelná dekorace v podchodu odkazující na původní staniční budovu

Stará nádražní budova byla umístěná ostrovně, mezi kolejišti obou tratí. Jednalo se o jediný takový případ v celé Praze. Budova byla přístupná pouze podchodem, z něhož část mezi 2. a 3. nástupištěm zůstala zachována. Dlažba v této (severní) části je označována za nejstarší dochovanou dlažbu na území vnější Prahy. Objekt tvořily dvě samostatné haly, které nebyly nijak spojeny, a přechod mezi nimi byl možný pouze podchodem nebo po nástupišti. V západní, odjezdové hale se nacházela osobní pokladna pro prodej jízdenek, tabule s aktuálními odjezdy vlaků a lavičky pro cestující. Ve východní, příjezdové hale se nacházely jízdní řády a historické česko-německé orientační cedule. Dne 10. dubna 2021 byla budova uzavřena a v průběhu dubna srovnána se zemí.

## Galerie

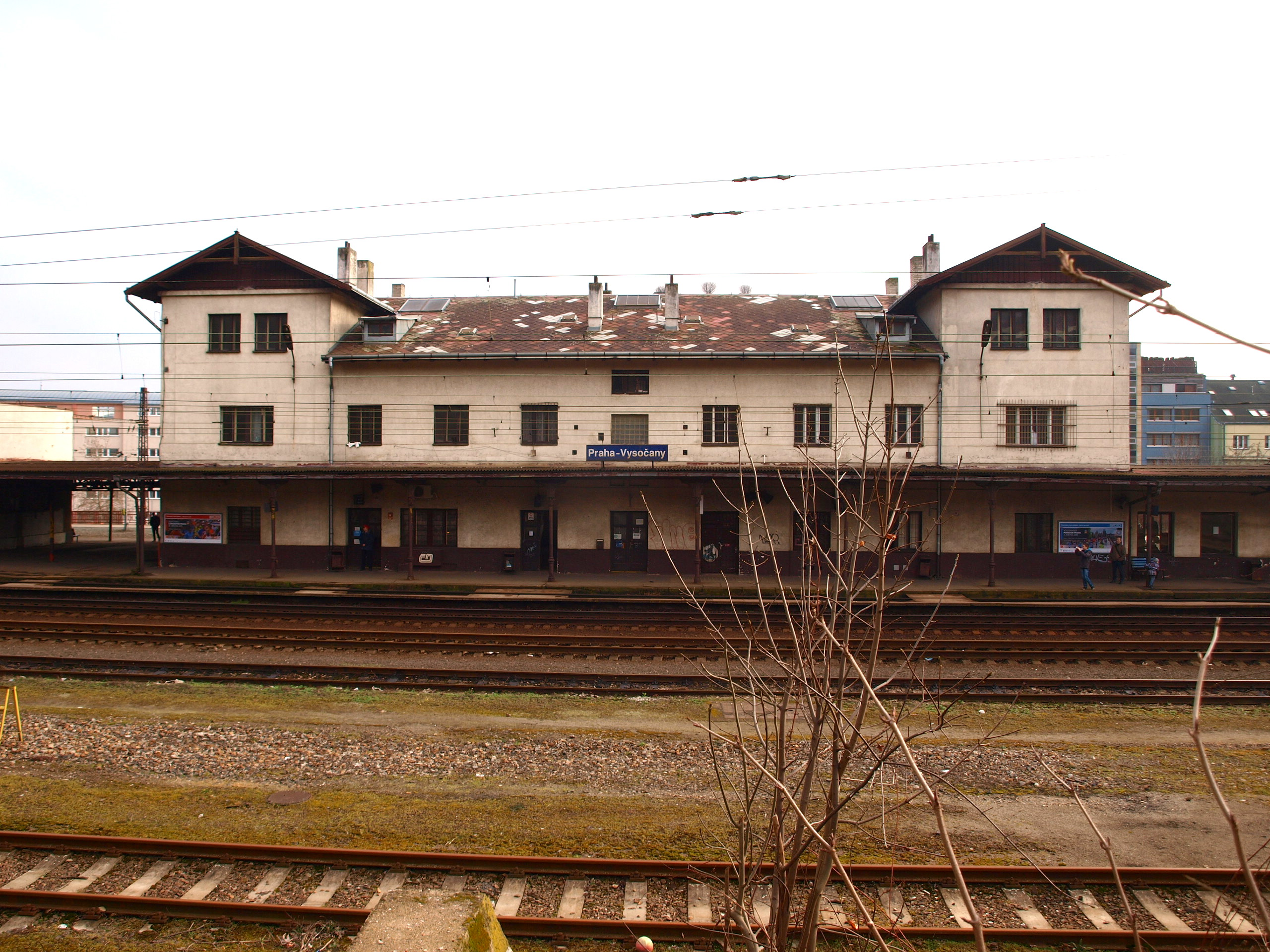
Pohled na původní nádražní budovu (2015)
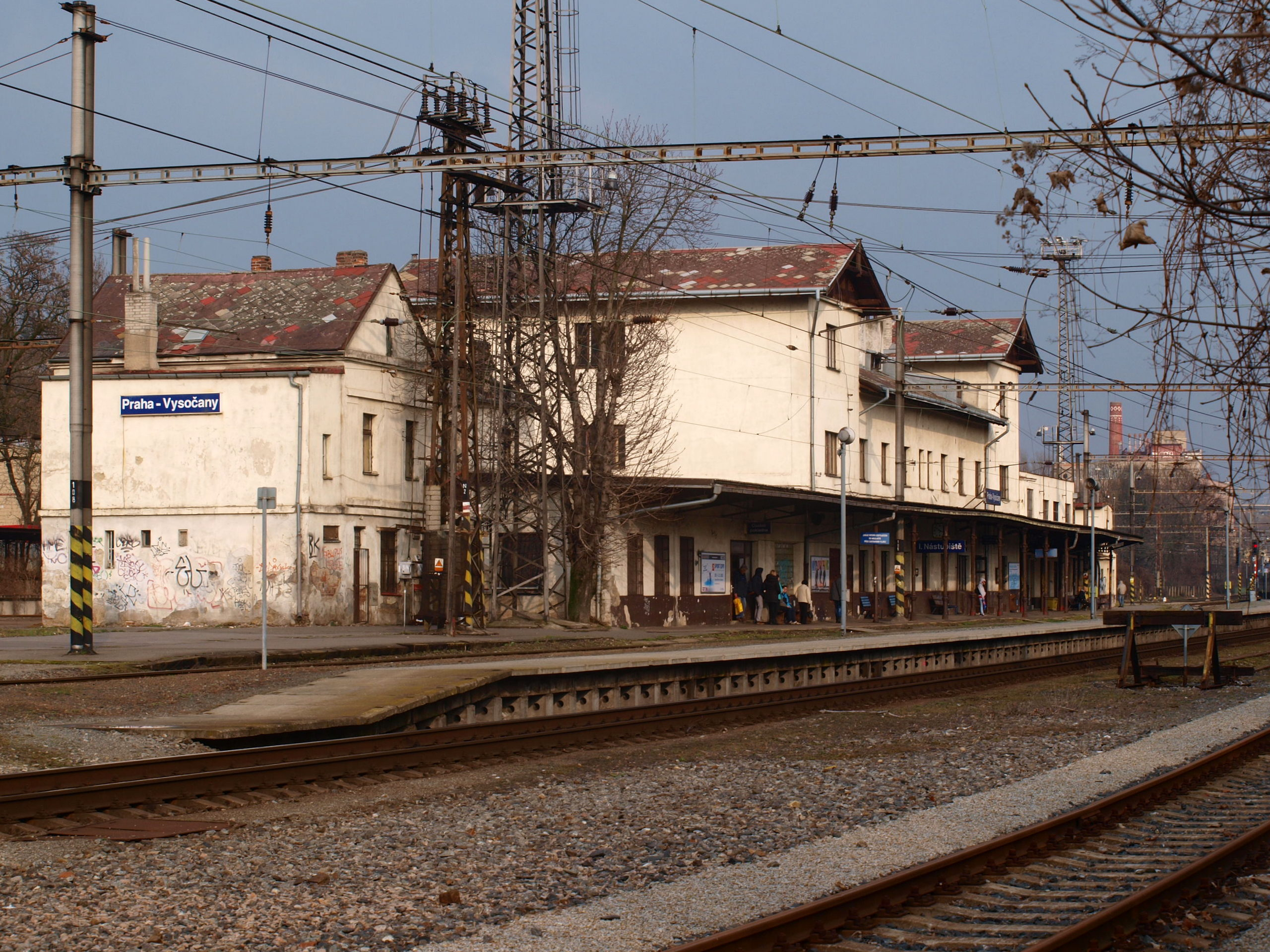
Pohled na nádraží před rekonstrukcí ve směru od Vysočan
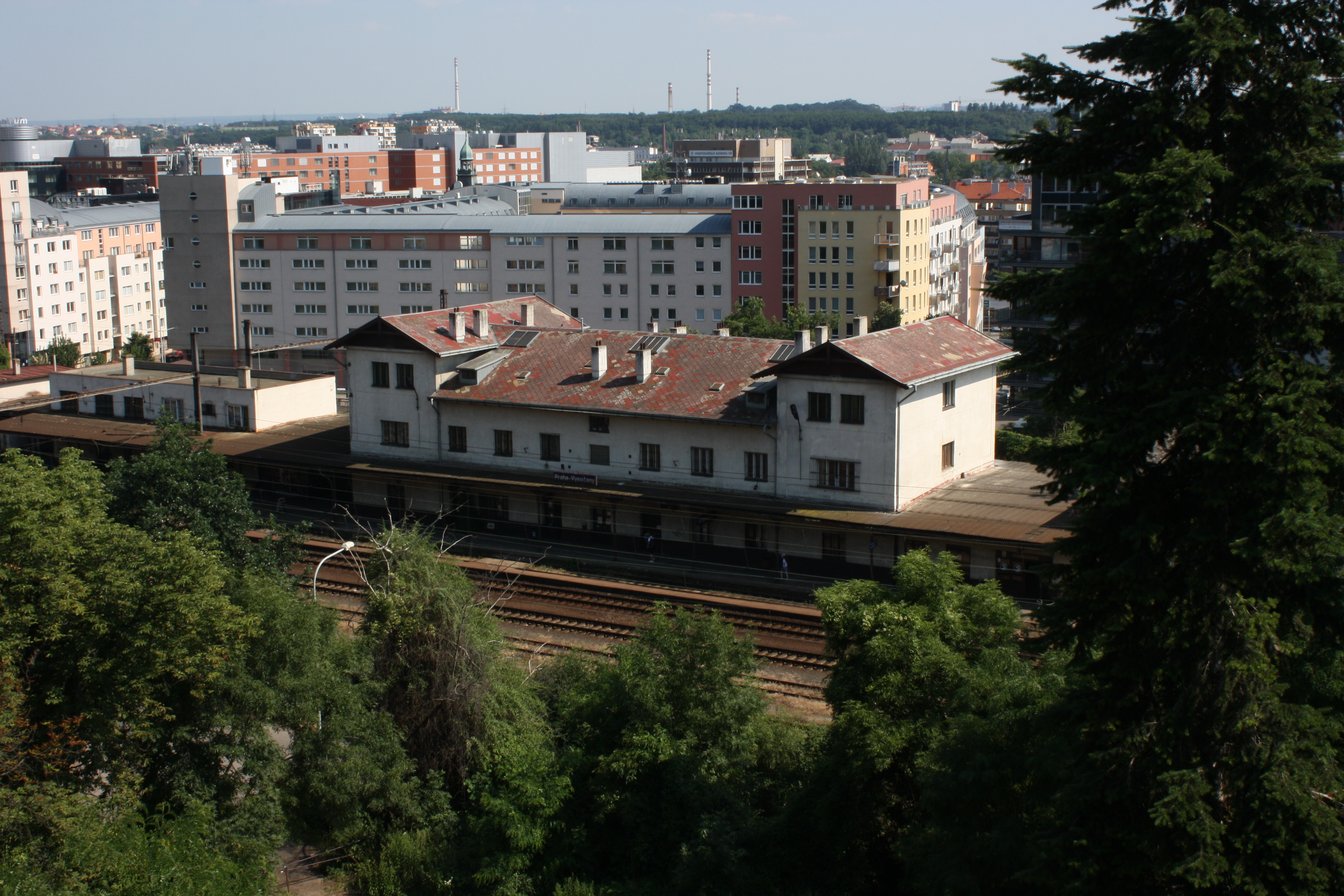
Původní staniční budova a kolejiště turnovské tratě z Vysočanské ulice
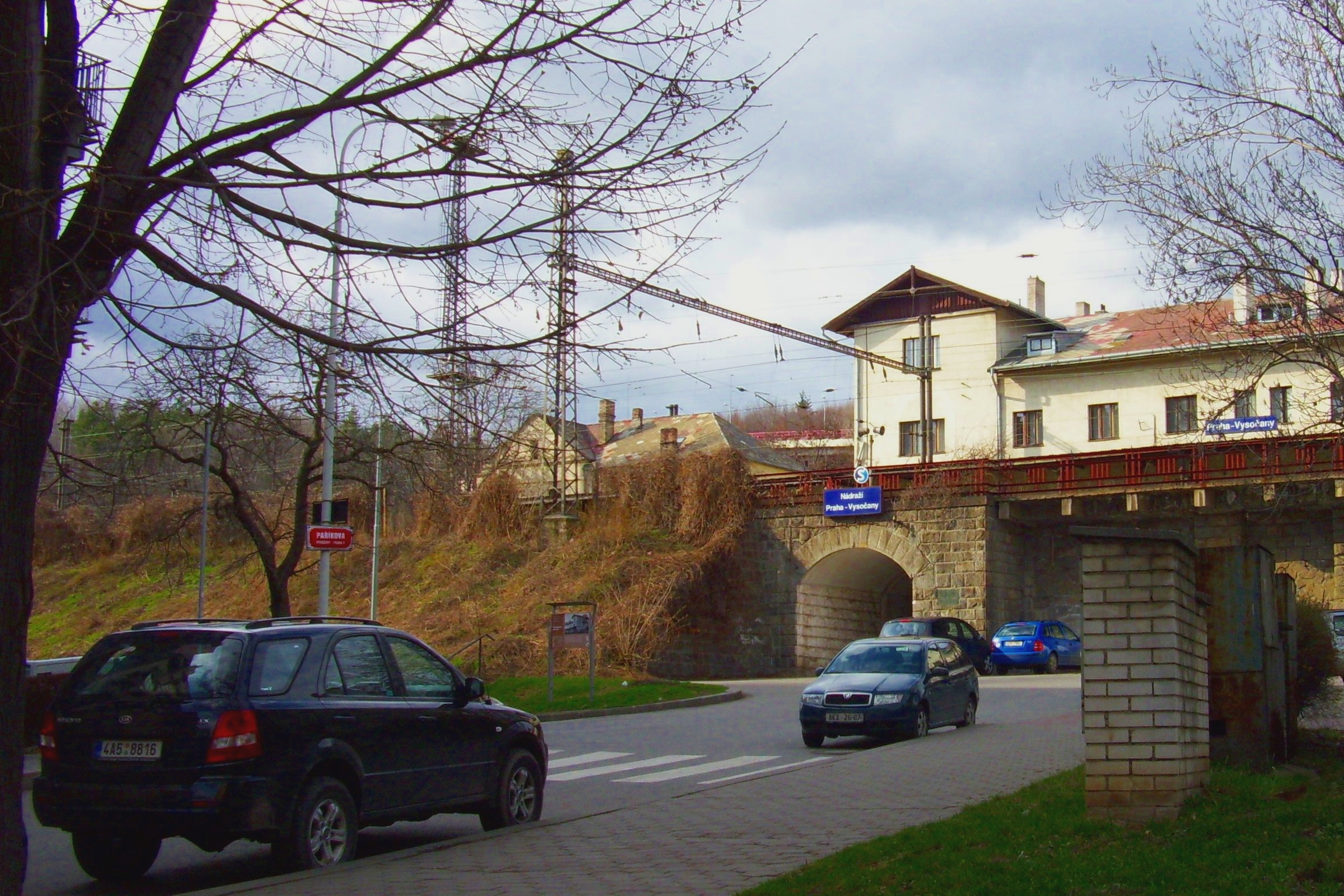
Původní vstup do podchodu ze směru od Vysočan, na jehož místě vznikla nová odbavovací hala
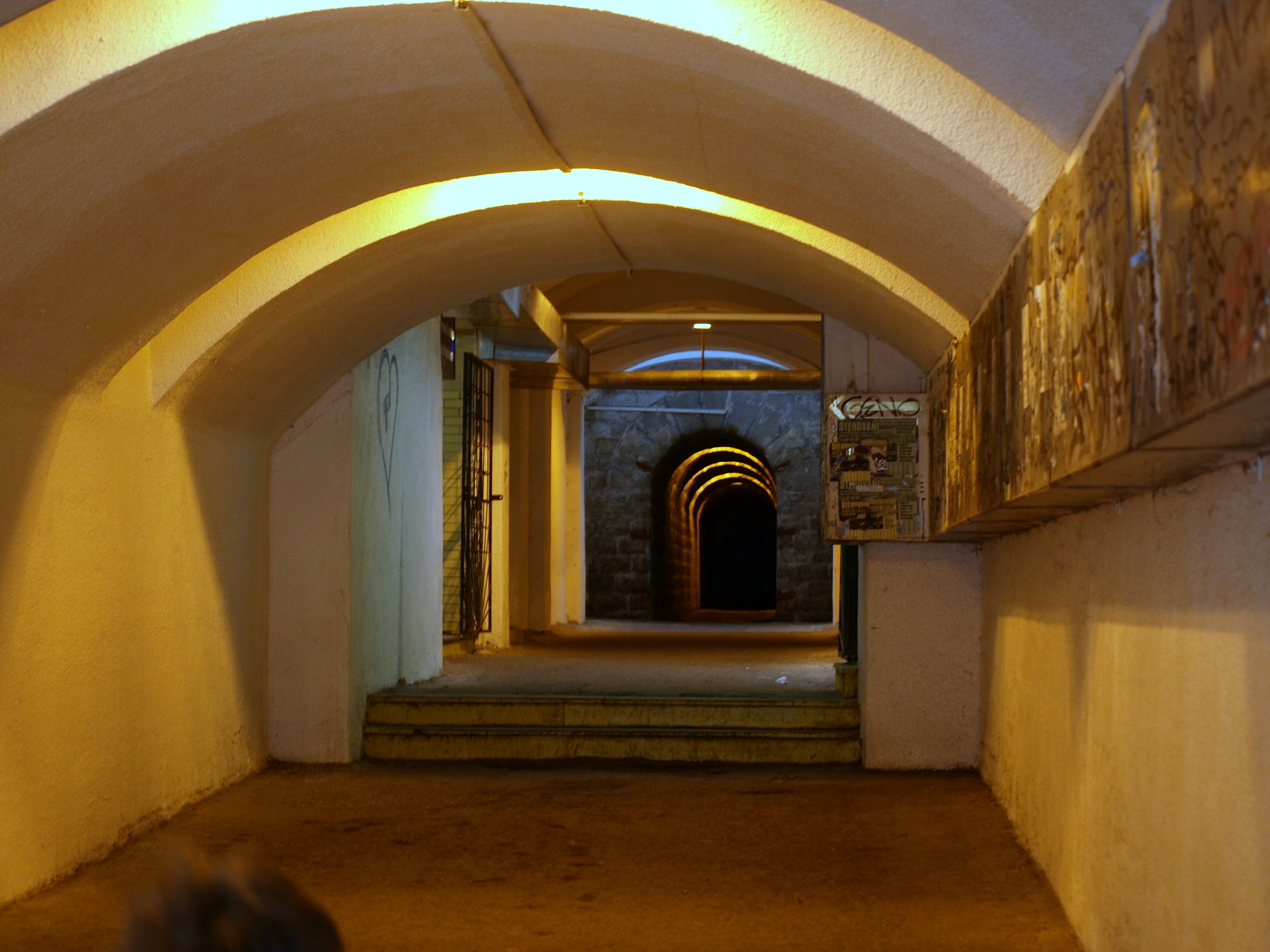
Starý podchod pod nádražím a kolejištěm, dříve spojující ulice U Vinných sklepů a Podnádražní
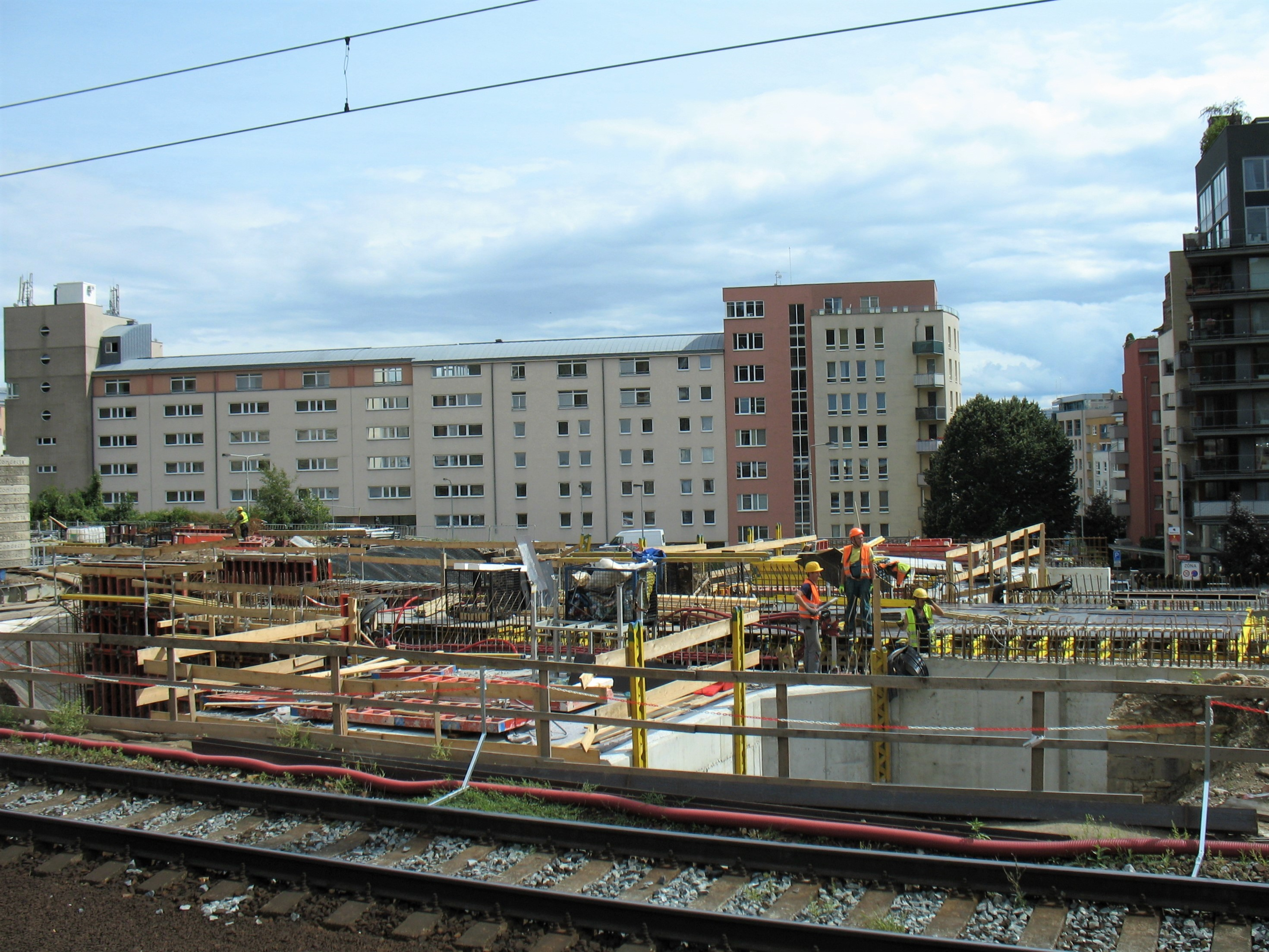
Stavba na počátku srpna 2021
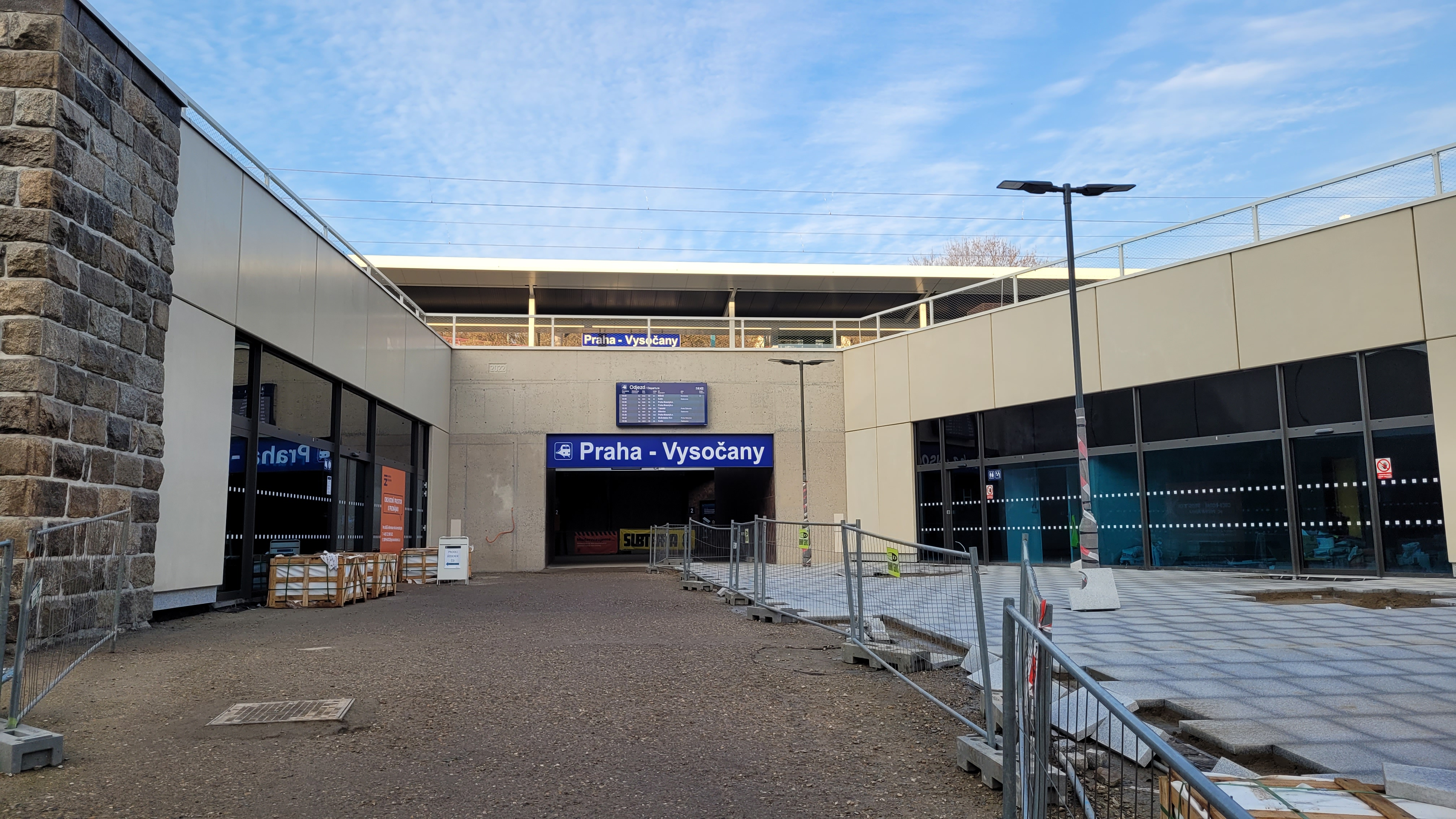
Vstup do nového podchodu z Podnádražní ulice
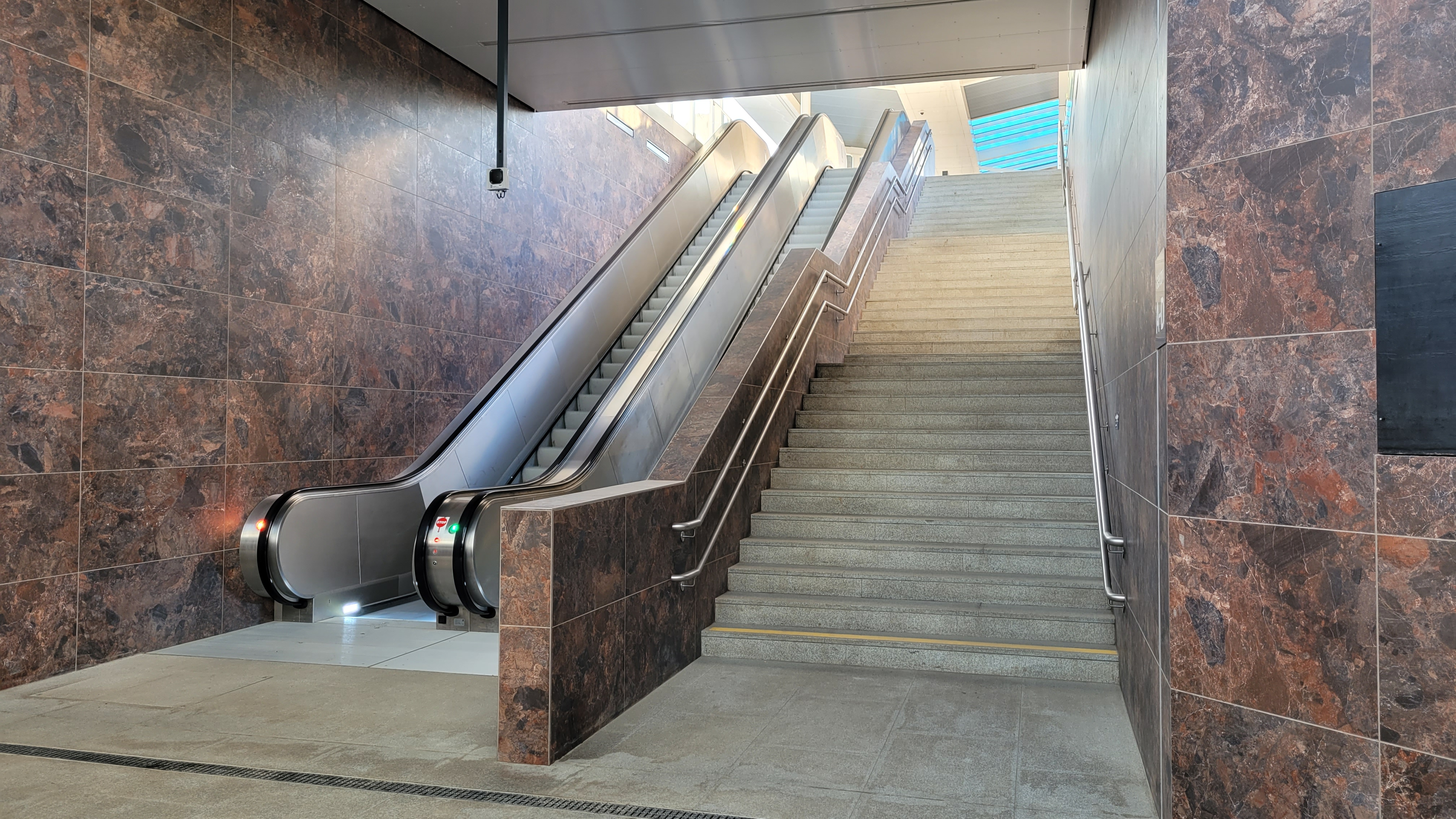
Výstup z nového podchodu na první nástupiště
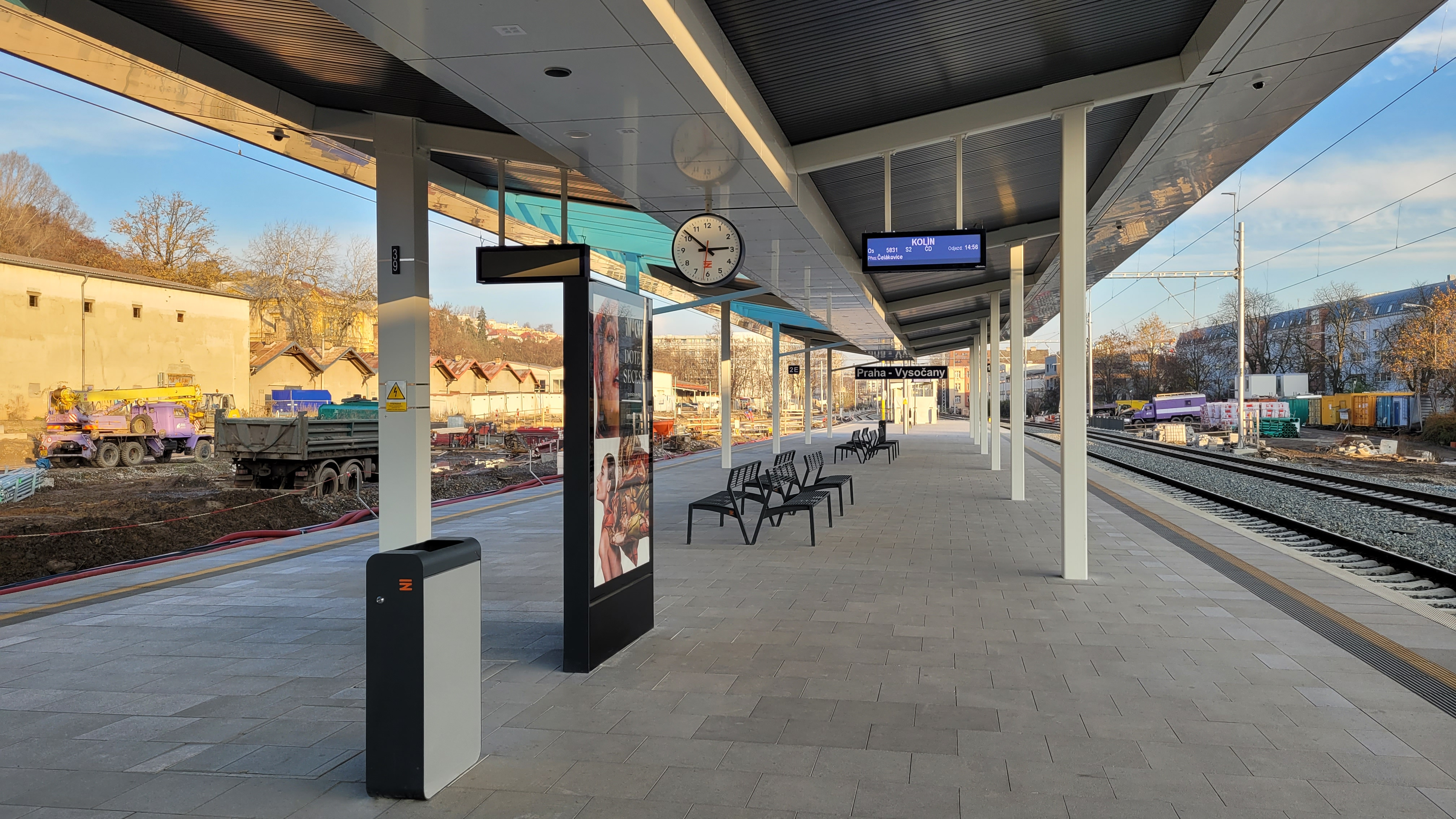
První nové nástupiště